# Mäsymchan Bejsebajew
Mäsymchan Bejsebajuły Bejsebajew (ros. Масымхан Бейсебаевич Бейсебаев, ur. 22 listopada 1908 we wsi niedaleko Kaskeleng, zm. 23 czerwca 1987 w Ałma-Acie) – radziecki i kazachski polityk, premier Kazachskiej SRR w 1962 i w latach 1964–1970.
W 1931 skończył technikum rolnicze w Ałma-Acie, po czym pracował w  narodowym komisariacie rolnictwa Kazachskiej SRR, m.in. kierownik oddziału kadr i organizacji pracy. Od 1932 członek WKP(b), od 1933 dyrektor szkoły rolniczej, od 1936 instruktor Wydziału Rolnego KC Komunistycznej Partii Kazachstanu (KPK), od 1936 pomocnik I sekretarza KC tej partii. Od 1937 zastępca szefa, od 1939 szef Wydziału Rolnego Komitetu Obwodowego KPK w Ałma-Acie, od 1942 przewodniczący Obwodowego Komitetu Wykonawczego w tym mieście, od 1943 pierwszy zastępca pełnomocnika ludowego komisarza rolnictwa Kazachskiej SRR, od 1946 II sekretarz Komitetu Obwodowego KPK w Akmole (obecnie Astana), 1950–1952 studiował w Wyższej Szkole Partyjnej przy KC WKP(b), po czym został I sekretarzem Komitetu Obwodowego KPK w Kokczetawie. Od 1954 zastępca, a od 1955 I zastępca prezesa Rady Ministrów Kazachskiej SRR, od 1958 I sekretarz Komitetu Obwodowego KPK w Ałma-Acie. Od 13 września do 26 grudnia 1962 i ponownie od 7 grudnia 1964 do 31 marca 1970 prezes Rady Ministrów Kazachskiej SRR. Od 1970 na emeryturze. 1970-1971 dyrektor Kazachskiego Instytutu Gospodarstw Rolnych.
1961-1966 kandydat na członka, a 1966-1971 członek KC KPZR. Deputowany do Rady Najwyższej ZSRR od 4 do 7 kadencji. Od czerwca 1941 w Armii Czerwonej, brał udział w walkach z Niemcami m.in. nad Dnieprem i na Zaporożu, pod Krasnohradem został ranny w nogę i zwolniony z wojska.
Jego imieniem nazwano dwie szkoły i wiele ulic.

## Odznaczenia
- Order Lenina (dwukrotnie)
- Order Czerwonego Sztandaru Pracy
- Order Czerwonej Gwiazdy
- Order Wojny Ojczyźnianej I klasy
- Medal „Za odwagę”
- Medal „Za pracowniczą dzielność” (dwukrotnie)
- Medal „Za zwycięstwo nad Niemcami w Wielkiej Wojnie Ojczyźnianej 1941–1945"

I wiele innych.